# El Tanquito
El Tanquito är en ort i Mexiko.   Den ligger i kommunen Tula och delstaten Tamaulipas, i den centrala delen av landet, 400 km norr om huvudstaden Mexico City. El Tanquito ligger 1 123 meter över havet och antalet invånare är 131.
Terrängen runt El Tanquito är kuperad åt nordväst, men åt sydost är den platt. Runt El Tanquito är det glesbefolkat, med 10 invånare per kvadratkilometer. Närmaste större samhälle är Santa Ana de Nahola, 16,4 km norr om El Tanquito. Trakten runt El Tanquito består i huvudsak av gräsmarker.